# Richford (Vermont)
Pour les articles homonymes, voir Richford.
Richford est une petite ville dans le Franklin County, au Vermont, aux États-Unis, situé le long de la frontière entre le Canada et les États-Unis. La population était de 2 308 au recensement de 2010.
Richford est le berceau de R. G. LeTourneau, un industriel qui a fondé LeTourneau University à Longview (Texas).
Richford est le terminus est du chemin de fer de la vallée de la Missisquoi.

## Géographie
Richford est situé dans le coin nord-est du comté de Franklin, bordé au nord par la municipalité régionale de comté de Brome-Missisquoi située dans la région administrative de la Montérégie, au Québec, au Canada. Le comté d'Orléans est situé à l'est. Richford, la communauté principale, se trouve dans la partie nord-ouest de la ville le long de la rivière Missisquoi. La route 105 traverse le centre de la ville, menant à l'est à travers des Montagnes Vertes à North Troy et au sud-ouest à Enosburg Falls. La route 139 mène vers le nord depuis le centre de Richford 1,5 mi jusqu'à la frontière internationale.
Selon le Bureau du recensement des États-Unis, la ville a une superficie totale de 112,1 km2, dont 111,4 km2 est un terrain et 0,7 km2, ou 0,61 %, est de l'eau. La rivière Missisquoi vient du Canada et sort par le sud; il n'y a ni lacs ni étangs importants dans cette zone.

### Zones environnantes
- Nord: Québec, Canada: Pinnacle Est, Abercorn, Glen Sutton, Alva, Domaine Mont Louis, Sutton
- Est: Jay
- Sud-est: Westfield
- Sud: Montgomery
- Sud-ouest: Enosburgh
- Ouest: Berkshire[2].

## Gouvernement
Le District sénatorial d'Essex-Orleans comprend la ville de Richford, ainsi que des parties ou la totalité de Comté d'Essex, Comté d'Orléans, Comté de Franklin et Comté de Lamoille. Il est représenté au Sénat du Vermont par Vincent Illuzzi (R) et Robert A. Starr (D).

## Démographie
| 1800 | 1810 | 1820 | 1830 | 1840 | 1850  | 1860  | 1870  | 1880  |
| ---- | ---- | ---- | ---- | ---- | ----- | ----- | ----- | ----- |
| 113  | 440  | 440  | 704  | 914  | 1 074 | 1 338 | 1 481 | 1 818 |

| 1890  | 1900  | 1910  | 1920  | 1930  | 1940  | 1950  | 1960  | 1970  |
| ----- | ----- | ----- | ----- | ----- | ----- | ----- | ----- | ----- |
| 2 196 | 2 421 | 2 907 | 2 842 | 2 544 | 2 646 | 2 643 | 2 316 | 2 116 |

| 1980  | 1990  | 2000  | 2010  | 2020  | - | - | - | - |
| ----- | ----- | ----- | ----- | ----- | - | - | - | - |
| 2 206 | 2 178 | 2 321 | 2 308 | 2 346 | - | - | - | - |

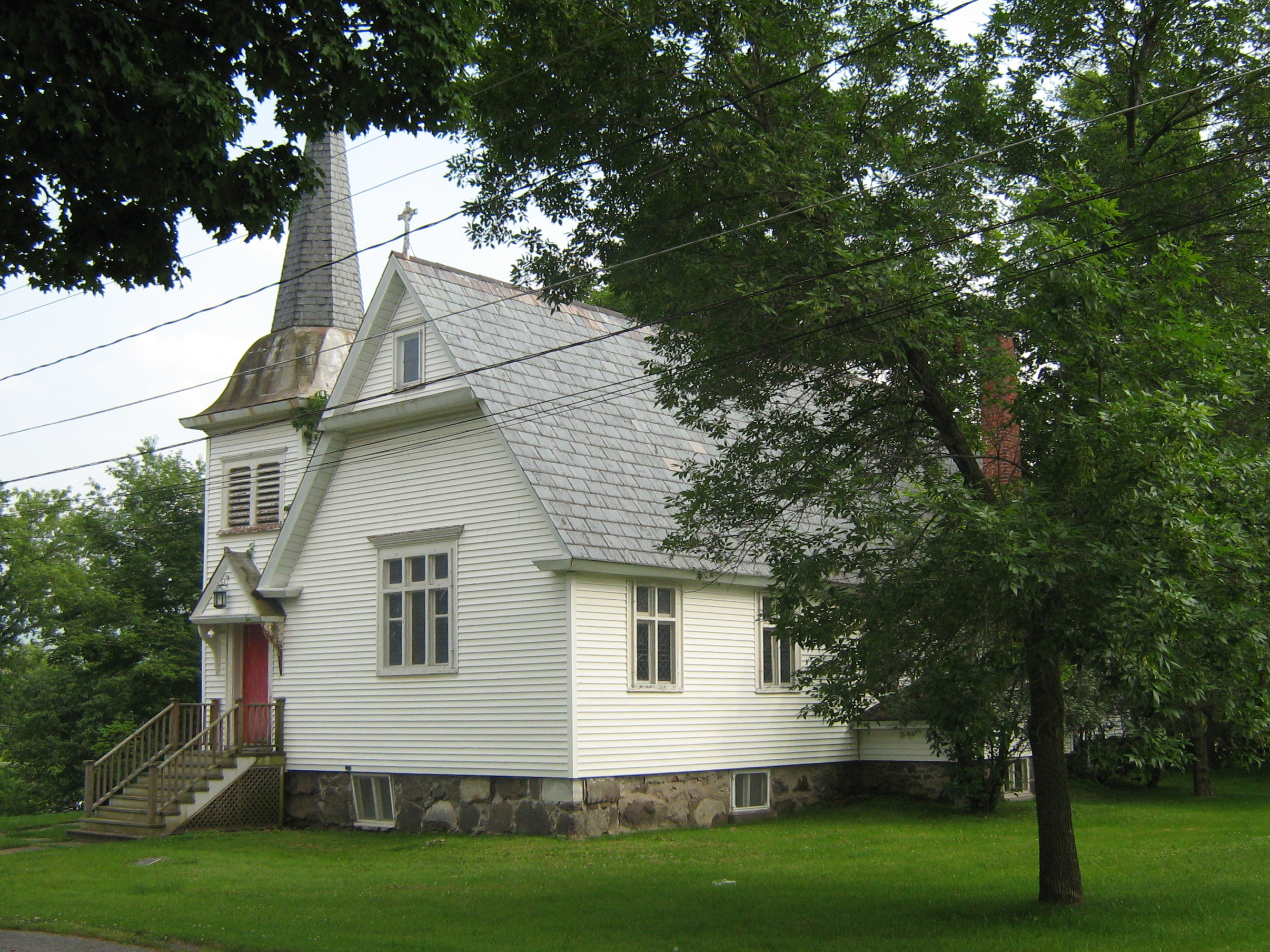
St. Église épiscopale d'Ann

Au recensement de la population de 2000, il y avait 2 321 personnes, 899 ménages et 613 familles résidant dans la ville. La densité de population était de 53,7 habitants au mille carré (20,7/km2). Il y avait 1 017 unités de logement à une densité moyenne de 23,5 par mile carré (9,1/km2). La composition raciale de la ville était de 97,72% Blanc, 0,34% Afro-américain, 0,95% Native American, 0,04% Asiatique, 0,17% de autres races, et 0,78% de deux races ou plus. les hispaniques ou Latino de toute race représentaient 0,69% de la population.
Il y avait 899 ménages, dont 32,5% avaient des enfants de moins de 18 ans vivant avec eux, 51,7% étaient couples mariés vivant ensemble, 11,3% avaient une femme au foyer sans mari, et 31,8% n'étaient pas -des familles. 25,7% de tous les ménages étaient constitués d'individus et 12,3% avaient une personne seule de 65 ans ou plus. La grandeur du ménage moyenne était 2.53 et la grandeur de famille moyenne était 2.98.
En ville, la population était répartie avec 25,9% de moins de 18 ans, 7,6% de 18 à 24 ans, 27,2% de 25 à 44 ans, 22,2% de 45 à 64 ans et 17,1% de 65 ans et plus. L'âge médian était de 38 ans. Pour 100 femmes, il y avait 93,6 hommes. Pour 100 femmes de 18 ans et plus, il y avait 90,2 hommes.
Le revenu médian par ménage de la ville était 28 125 $ et le revenu médian par famille était 32 016 $. Les hommes avaient un revenu médian de 26 607 $ contre 20 731 $ pour les femmes. Le revenu par habitant pour la ville était de 14 368 $. Environ 16,9% des familles et 21,0% de la population étaient en dessous du seuil de pauvreté, dont 30,6% des moins de 18 ans et 14,4% des 65 ans et plus.

## Images du centre du village

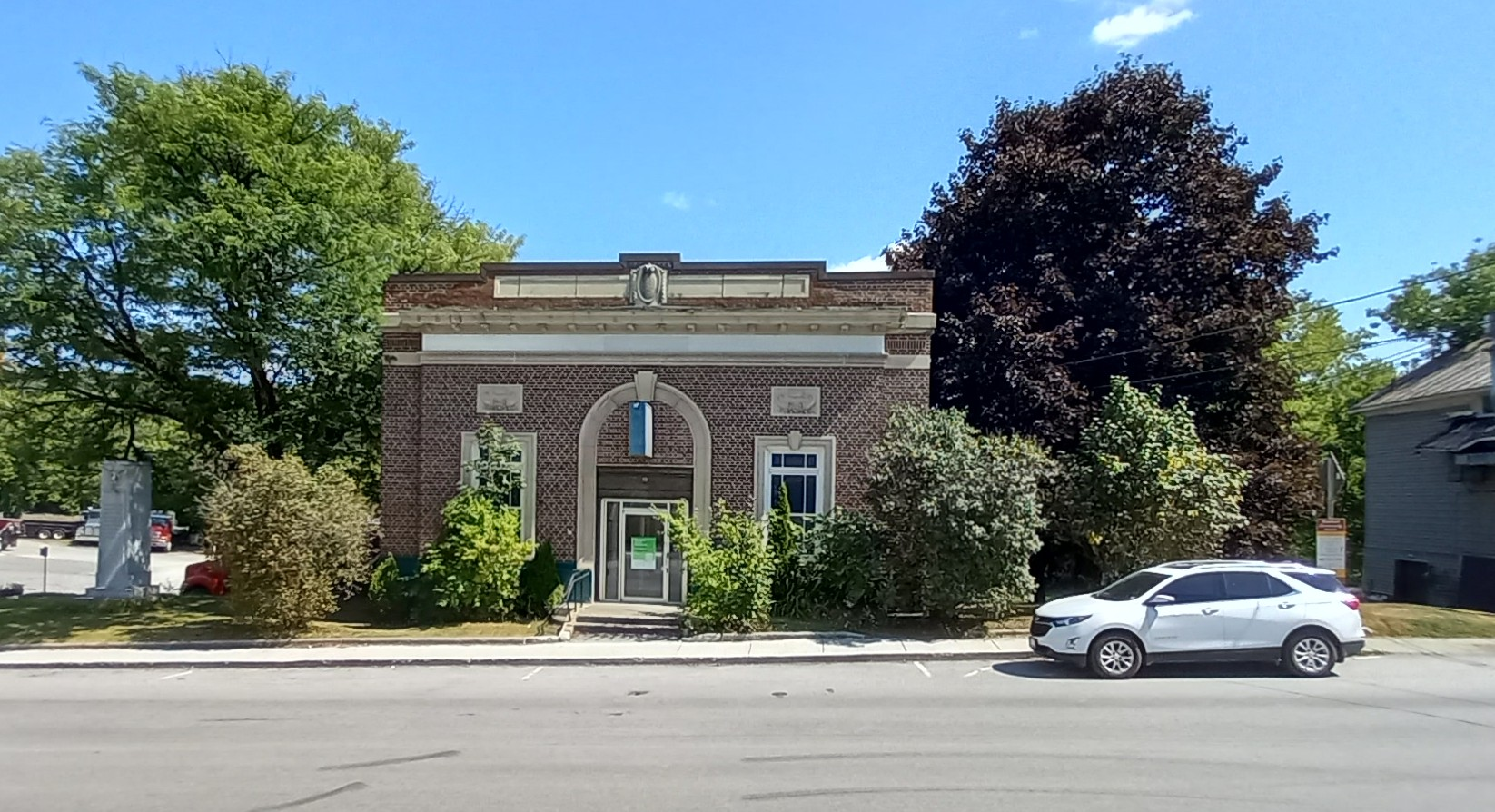
Ancienne banque TD (Toronto-Dominion) fermée depuis janvier 2020
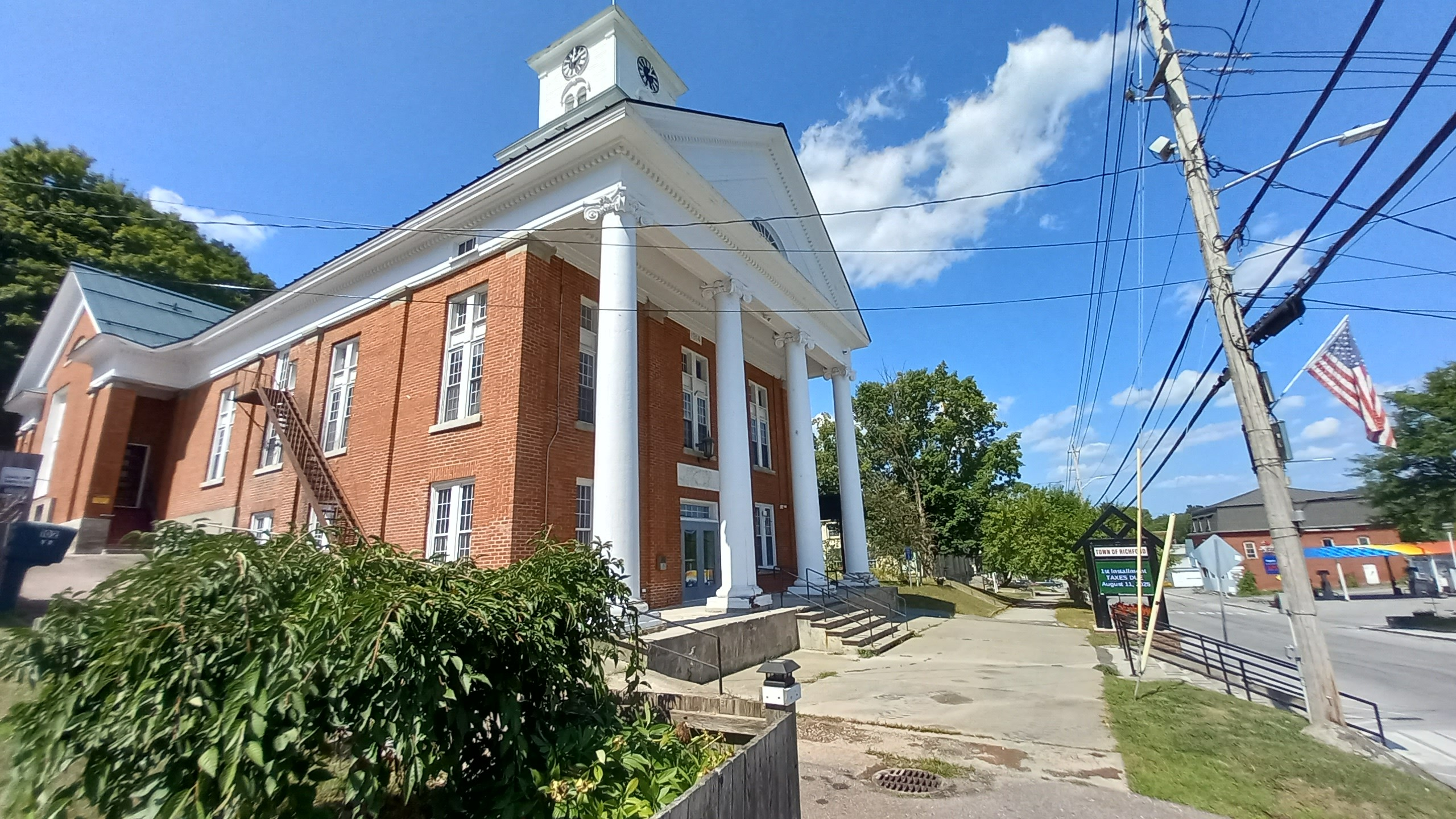
Hôtel de ville néoclassique de Richford
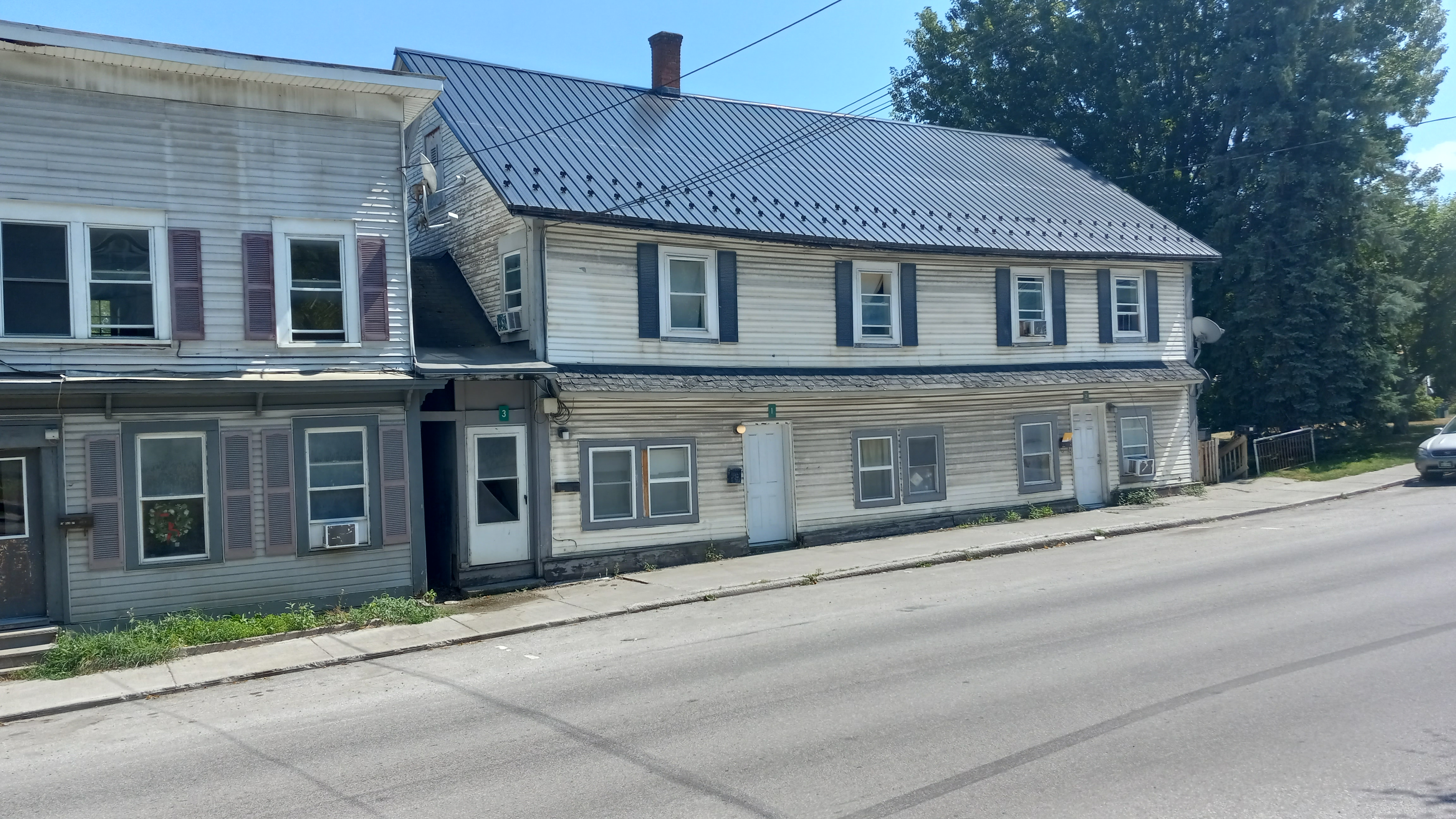
Rue principale de Richford (Vermont)
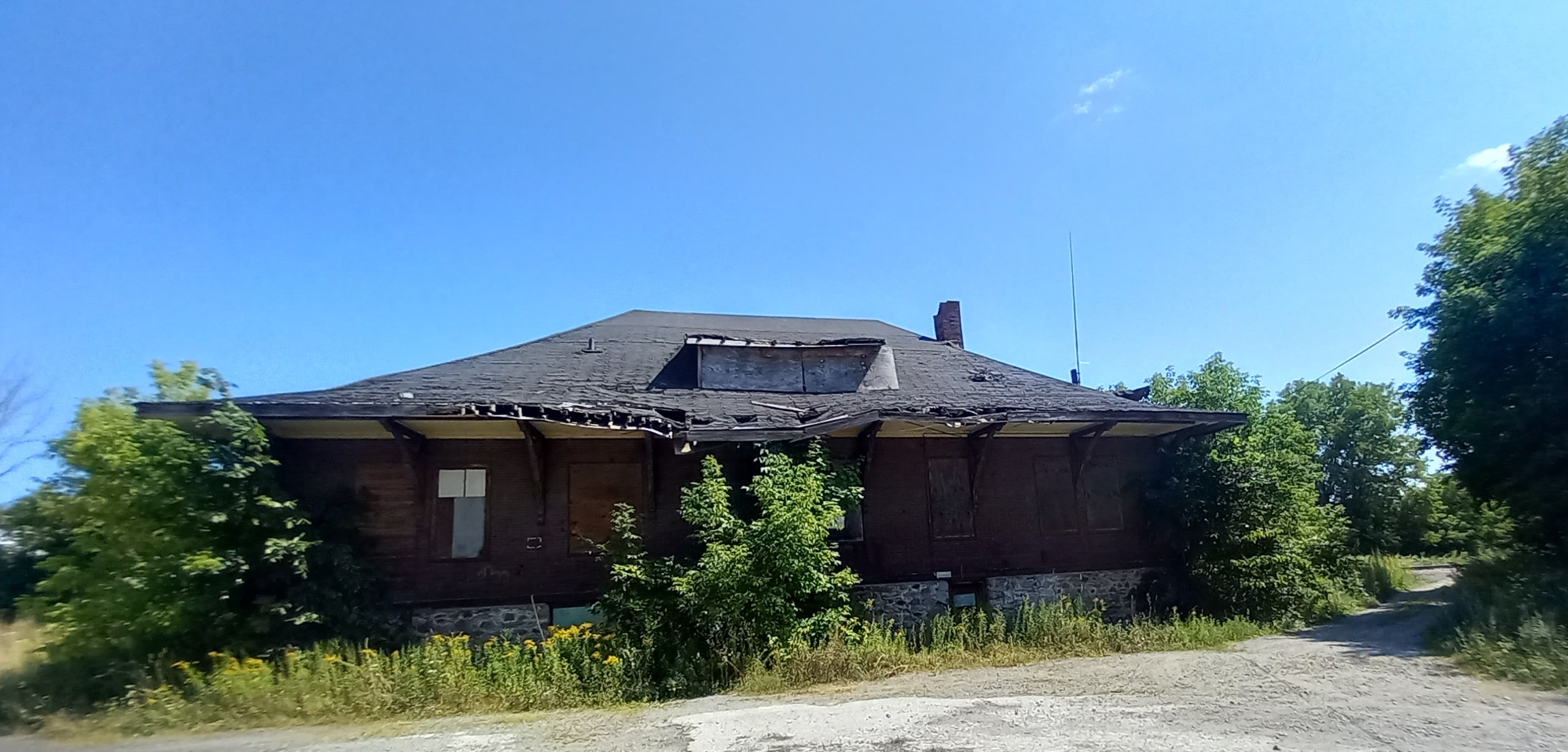
Gare abandonnée de Richford
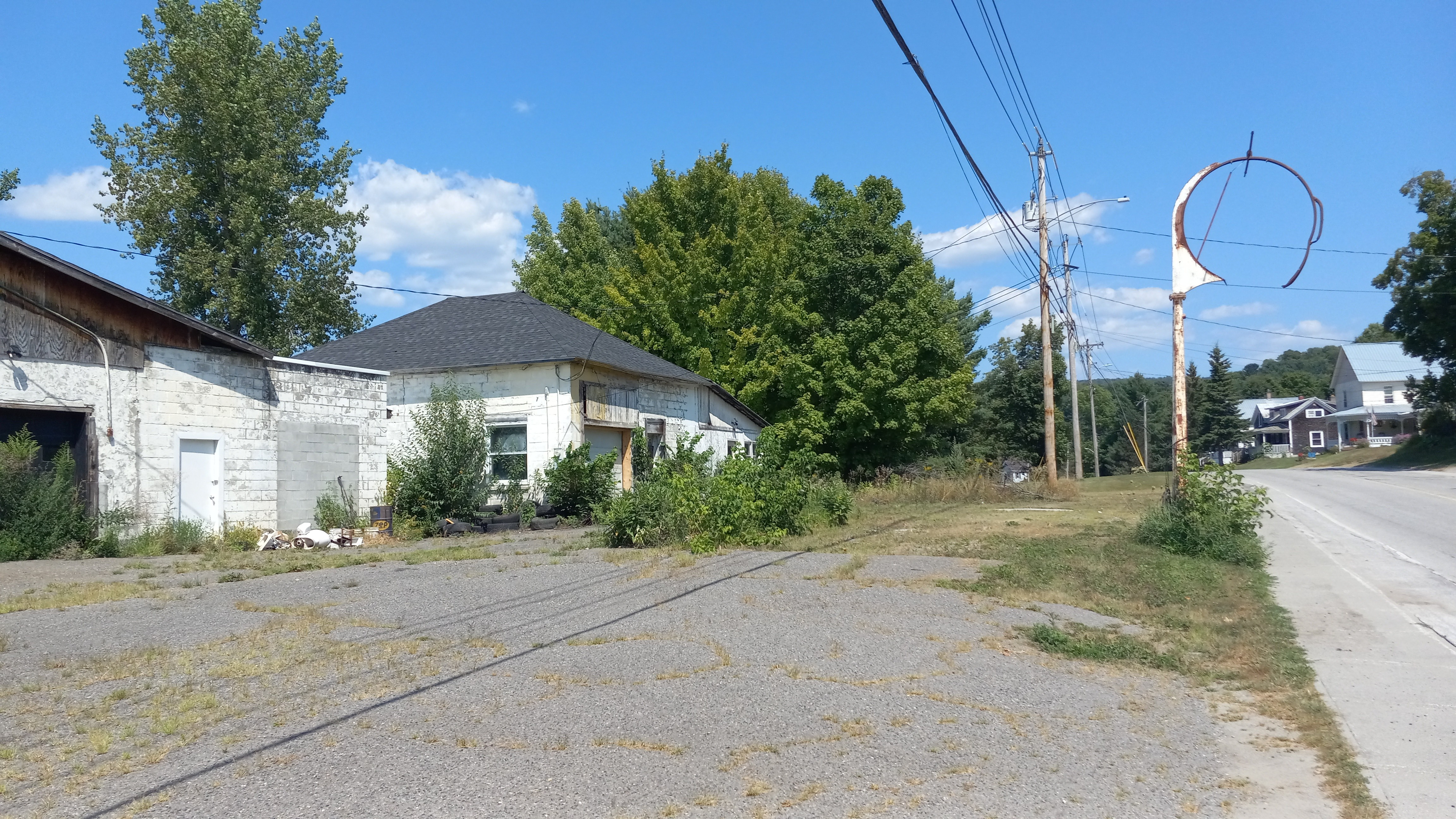
Ancien poste d'essence abandonné
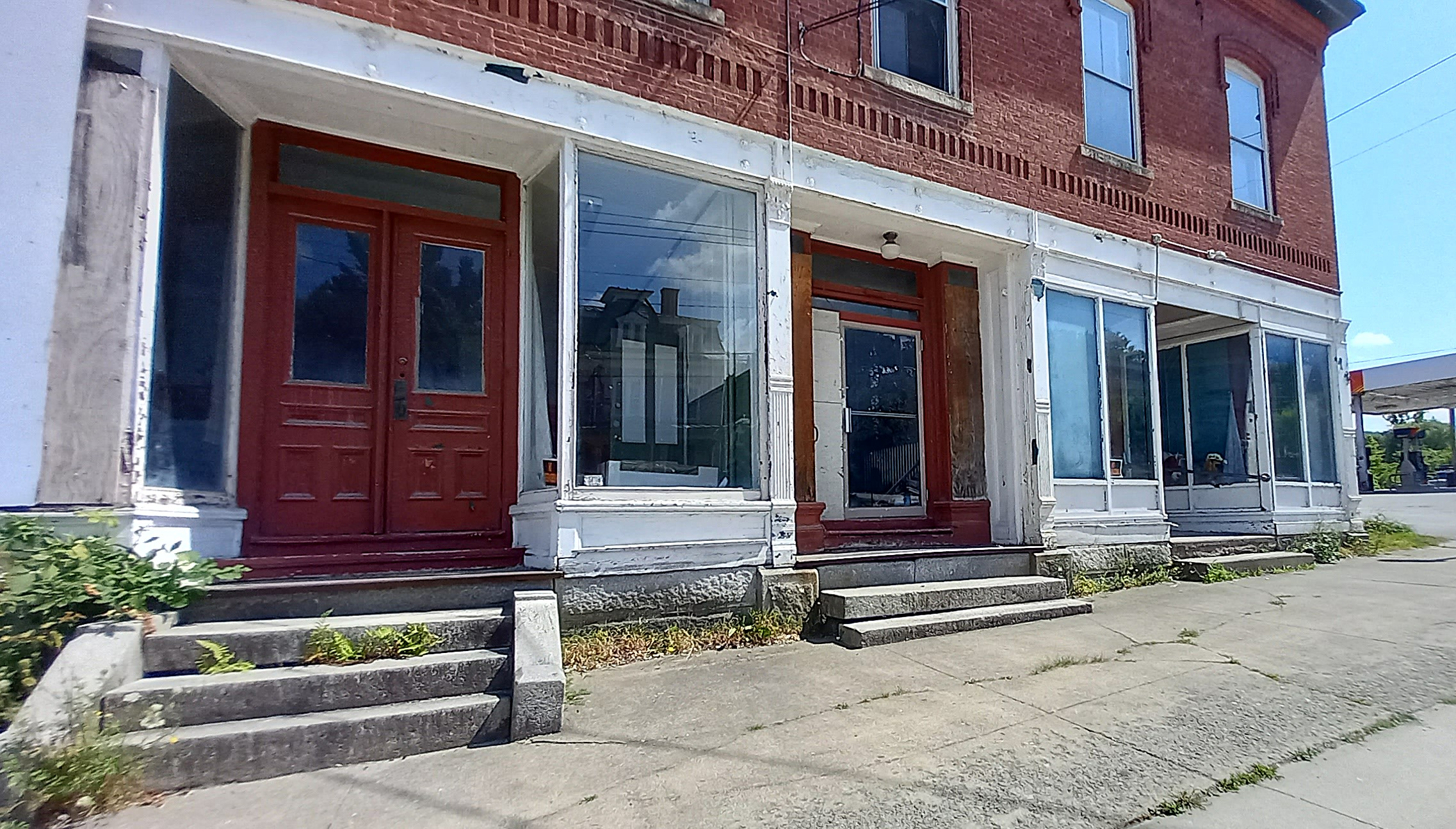
Commerces fermés sur la rue principale
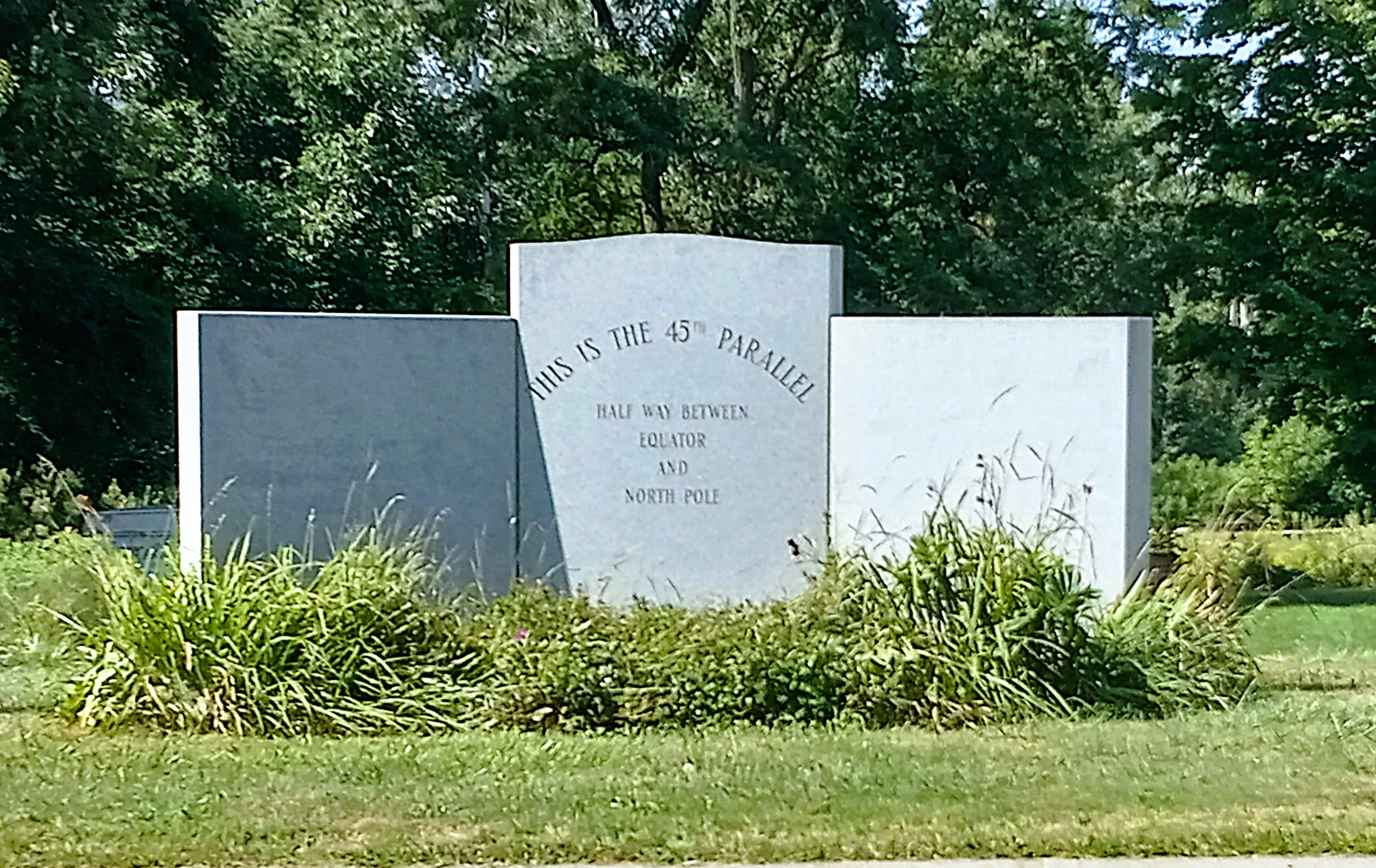
Repère du 45e parallèle nord à 1,7 km au sud de la frontière

## Registre national des lieux historiques

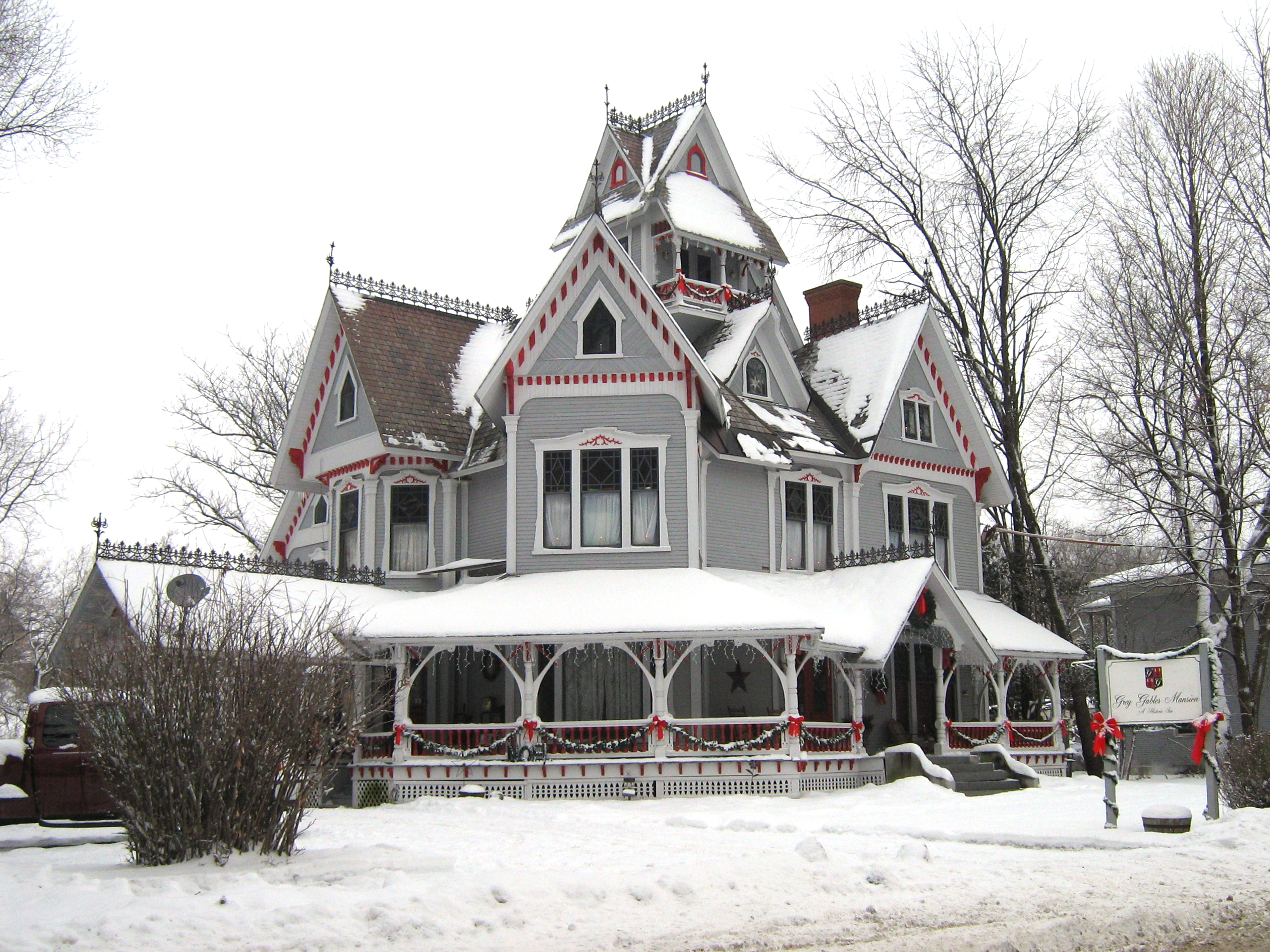
Sheldon Boright House, maintenant Gray Gables Mansion B&B

Plusieurs bâtiments et structures sont inscrits sur le Registre national des lieux historiques, notamment St. Église épiscopale d'Ann, la Sheldon Boright House, la F.W. Wheeler House, la Richford Primary School, le Missisquoi River Bridge et le Downtown Richford Historic District.

## Personnes notables
- John Blaisdell Corliss, membre du Congrès des États-Unis du Michigan
- E. Henry Powell, auditeur d'État
- Max L. Powell, Président du Sénat de l'État du Vermont
- Percival L. Shangraw, juge en chef de la Cour suprême du Vermont[6].